# Аріанське графство
Аріанське графство (фр. Comté d'Ariano; італ. Contea di Ariano) — феодальне володіння у південній Італії з резиденцією в замку Аріано, що існувало з X століття до 1498 року. Перше стабільне нормандське володіння в Південній Італії.
Графству передував однойменний лангобардський гастальдат, який існував принаймні з IX століття). Лангобардське графство постало в X столітті, а в першій половині XI століття його завоювали нормандці. Після періоду правління Гогенштауфенів, з XIII століття графством володіли анжуйці, а відтак арагонці. В 1498 році граф Альберіко Карафа отримав титул герцога, і Аріанське графство перетворилось на Аріанське герцогство, яке проіснувало до 1585 року, коли громадяни Аріано власним коштом викупили себе з-під феодального правління.

## Історія

### Лангобардське гастальдато
Лангобардський гастальдато Аріано (один із двадцяти одного, що складали Беневентське князівство) діяв вже у IX столітті. Однак, особисті імена гастальдів невідомі.

### Лангобардське графство
Після короткого періоду візантійської окупації (891—895), у X столітті лангобардський гастальдат був підвищений до графства у складі лангобардського Беневентського князівства, що включало і регіон Капуї. Однак навіть імена лангобардських графів невідомі.

### Нормандське графство
Протягом перших десятиліть XI століття нормандці з часів Жільбера Буатера постійно проживали в Аріано. Зокрема, нормандське Аріанське графство було офіційно визнано у 1022 році Генріхом II, королем Італії та імператором Священної Римської імперії. Однак особи перших нормандських графів залишається невідомими.

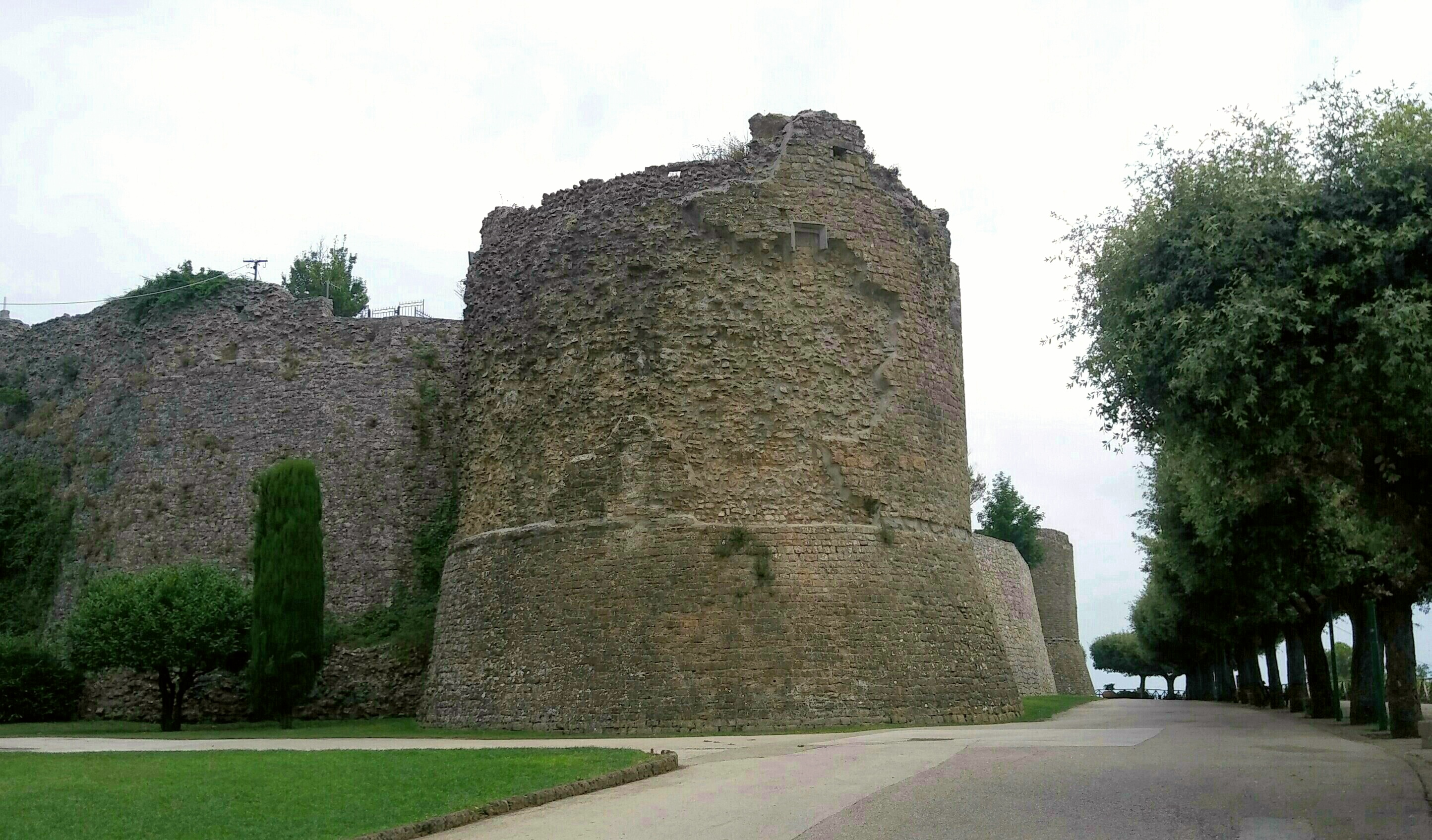
Західна башта нормандського замку в Аріано

Однак достовірно відомо, що з середини XI століття графством керували великі графи Буональберзькі, першим з яких, або принаймні першим, чиє ім'я відоме, був Уберт (або Губерт), засвідчений в 1047 році. Аріанське велике графство увійшло до складу нормандського Апулійського графства, а пізніше до  нормандського Герцогства Апулії і Калабрії (з центром у Салерно), в межах якого, однак, воно зберегло свою автономію. Великому графу Уберту слідували Жерар Буональберзький (близько 1060—1086), Ерберт Буональбергзький (1086 — після 1101), син останнього Жордан Аріанський (після 1101—1127) та син останнього Рожер Аріанський (1127—1139). На цьому етапі велике графство досягло свого максимального розширення: його кордони фактично простягалися до передмість Авелліно та Беневенто з одного боку та до міста Троя з іншого.
Тим часом велике графство (що складалося з 8 баронств із 17 замками) стало невід'ємною частиною Сицилійського королівства, проголошеного в Авелліно в 1130 році королем Рожером II. З 1140 року Аріано почав безпосередньо залежати від короля Сицилії, а сам король Рожер II між 1140 і 1142 роками видав там свій знаменитий кодекс законів — Аріанські асизи. Навіть у наступні роки велике графство не буде відновлено, оскільки Аріано продовжуватиме зберігати статус королівського міста, тоді як частина його колишніх баронств утворила нове графство (засноване в 1142 році) з центром у вищезгаданому Буональберго.

### Швабське графство
Коли в 1194 році імператор Генріх VI отримав володіння, Аріанське графство було відновлено та передано у лен Райнальдо де Мохач, імператорському констеблю та юстиціарію, якого наступником став Роберто ді Буссоне.
Зі сходженням на престол Фрідріха II графство незабаром повернулося до королівської власності. У цей історичний період Аріано став резиденцією королівської палати, тобто першокласної військової фортеці, обладнаної фабрикою та складом зброї.
Однак незабаром саме місто Аріано почало виявляти ворожість до Швабської династії і, нарешті, за часів короля Манфреда, відкрито повстало проти суверена; Однак його було захоплено шляхом зради сарацинами з Лучери та жорстоко покарано та розграбовано.

### Анжуйське графство

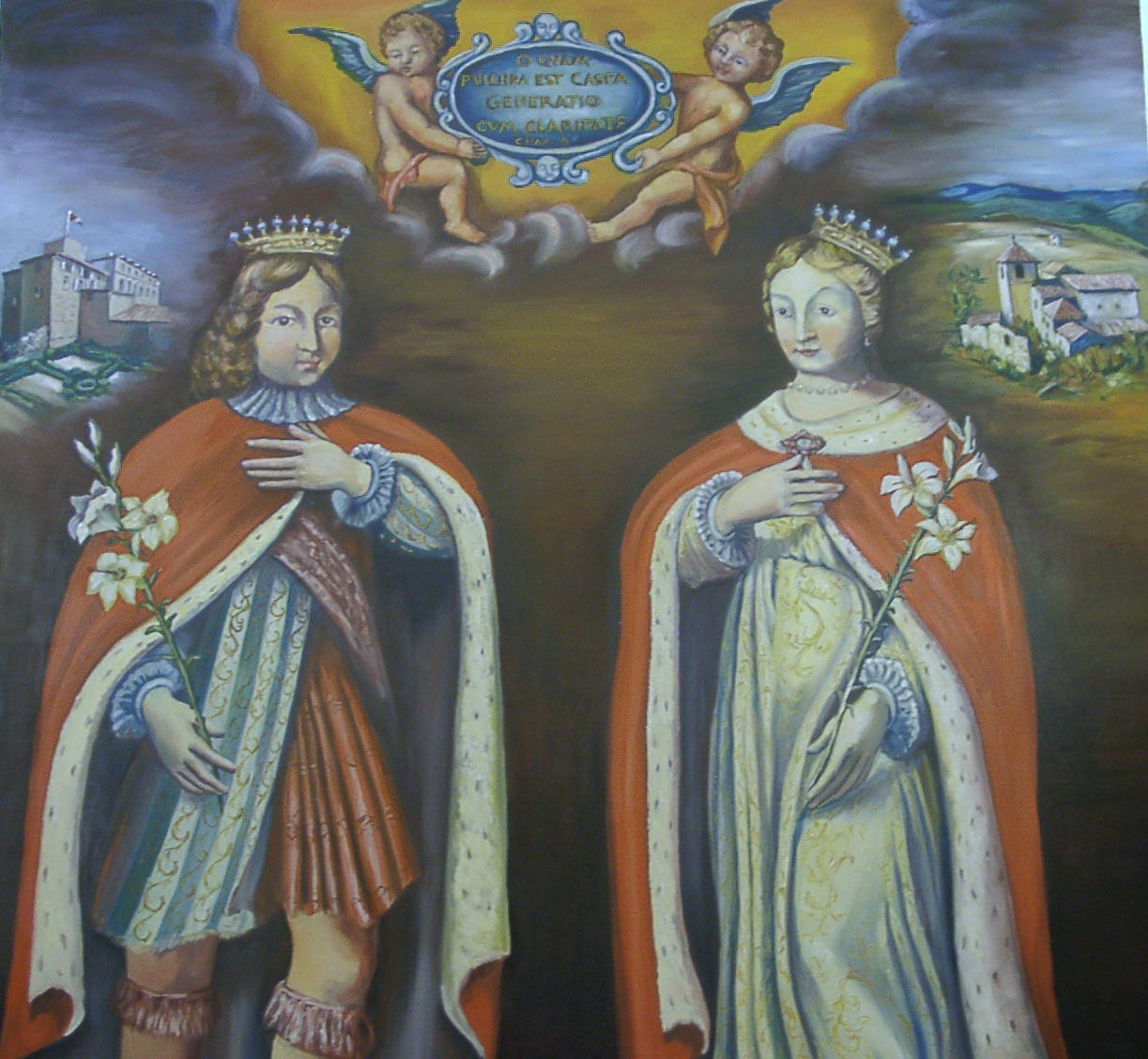
Анжуйські графи Елезеаріо де Сабрано і Дельфіна ді Сіньє

Після надзвичайно бурхливого та нещасливого періоду, що збігся з останнім періодом панування Гогенштауфенів, графство повернулося до нового життя під керівництвом Анжуйської династії в складі новоствореного Неаполітанського королівства. Першим анжуйським графом, призначеним королем Карлом I у 1269 році, був Енріко ді Вальдімонте, якому спадкував його син Райнальдо. Потім графство спочатку (у 1290 році) перейшло до лордів Монтенеро, потім до Ансельмо ді Шеу (з 1291 року) і, нарешті, до родини Да Сабрано, а Ерменгао був посвячений графом Аріанським королем Карлом II у 1294 році. Його наступником став Елзеаріо да Сабрано, який згодом став святим і співпокровителем Аріано (його дружиною була блаженна Дельфіна ді Сіньє).
У 1327 році після Сант-Ельзеаріо прийшов його брат Гульєльмо, який залишив спадкоємцем свого родича, Гульєльмо II, а після нього — брат останнього, Джованні. Між кінцем XIV та початком XV століть, за правління Владислава I Неаполітанського, Аріанське графство було передано Ніколі де Сабрано, а потім, після його смерті, перейшло до рук Ерменгао II, останнього анжуйського графа, про якого ми маємо звістки.

### Арагонське графство
Першим арагонським графом був, з 1417 року, Франческо Сфорца, лідер і майбутній герцог Мілана. Пізніше, у 1440 році, король Арагону Альфонсо V передав графство великому сенешалю Іньїго де Гевара, після чого його син Петро правив там до 1485 року. Пізніше, починаючи з 1495 року, графство перейшло до родини Карафа і в 1498 році Альберіко Карафа отримав титул герцога.

### Герцогство
Аріанське герцогство проіснувало загалом 87 років. Альберіко Карафу спочатку успадкував його син Джан Франческо, а потім його племінник Альберіко ІІ; останній брав участь у великих Італійських війнах XVI століття, але після поразки був вигнаний (а саме місто Аріано було розграбовано). У 1532 році герцогство перейшло до Ферранте Гонзага, якого змінив його син Чезаре. Після його смерті (у 1577 році) його було передано родині Джезуальдо до 1585 року, коли громадяни Аріано власним коштом викупили себе з-під феодального правління, таким чином опинившись безпосередньо залежними від віце-королів Неаполя в межах великого королівства Іспанія.